# پتا سرجنت
پتا سرجنت (به انگلیسی: Peta Sergeant) یک بازیگر و تهیه کننده ی استرالیایی متولد ۱۹۸۰ است که بیشتر برای نقش فرانچسکا کوررآ در سریال اصیل ها شهرت دارد.

## خانواده
پتا سرجنت در جزیره پنانگ مالزی به دنیا آمد و در کودکی به استرالیا نقل مکان کرد. پدر ایرلندی-استرالیایی او در یک مزرعه در جنوب استرالیا بزرگ شد و در جوانی به نیروی هوایی سلطنتی استرالیا پیوست. او هنگامی که مادر پتا را ملاقات کرد ، یک افسر نیروی هوایی مستقر در باتروورث بود.

## فیلم ها
- پرستاران در نقش بیانکا فراست[۳]
- برنده ها و بازنده ها در نقش کت جانسون
- خطر در نقش پروفسور شارپ
- کانال جاده در نقش هولی چونگ
- آسمان آهنی در نقش  ویویان وانگر
- پاتریک در نقش  پرستار ویلیام
- روزی روزگاری در سرزمین عجایب در نقش  جابرواکی
- اصیل ها در نقش  فرانچسکا کوررآ[۴]
- خاندان هنکوک در نقش ' رُز هنکوک پورتیوس
- جرج جنگل ۲
- تئاتر همه‌چیز درباره مادرم (براساس فیلم همه‌چیز درباره مادرم) در نقش نینا کروز

از دیگر آثار تلویزیونی او می‌توان به مجموعه‌های تلویزیونی All Saints، Winners & Losers، Last Man Standing، Jeopardy و Canal Road اشاره کرد. از اعتبارات فیلم می توان به جورج جنگل 2، پاتریک و شرط بندی اشاره کرد. او برای بازی در نقش زنی در حال فرار در نمایشنامه استیو راجرز Savage River [5] برای کمپانی تئاتر گریفین تحسین منتقدان را دریافت کرد. سرجنت به عنوان «بازی برجسته در میان بازیگران عالی» در Thrall سو اسمیت مورد تحسین قرار گرفت.
او برای نقش نینا کروز در تولید فیلم All About My Mother در کمپانی تئاتر ملبورن انتخاب شد که اقتباسی برای صحنه بر اساس فیلم پدرو آلمودوار به کارگردانی سایمون فیلیپس است. در سال 2012 او در نقش ویوین واگنر، مشاور کمپین انتخاباتی رئیس جمهور ایالات متحده که شبیه سارا پیلین بود، در آسمان آهنی بازی کرد، که بعداً در کشتی جنگی بین سیاره ای ایالات متحده USS George W. Bush ژنرال شد. در سال 2013 او در نقش پرستار ویلیامز در پاتریک بازی کرد. در سال 2014 او نقش جابرواکی را در فیلم روزی روزگاری در سرزمین عجایب و فرانچسکا گوئررا در فیلم اصلی بازی کرد. در سال 2015 در فیلم تلویزیونی House of Hancock، گروهبان نقش رز پورتئوس را ایفا کرد. او در فیلم Snowfall نقش جولیا را بازی می کند.

## جوایز
نامزد جایزه اکتا به عنوان بهترین بازیگر زن رهبری در فیلم درام تلویزیونی در سریال خاندان هنکوک 